# 帝琴灣

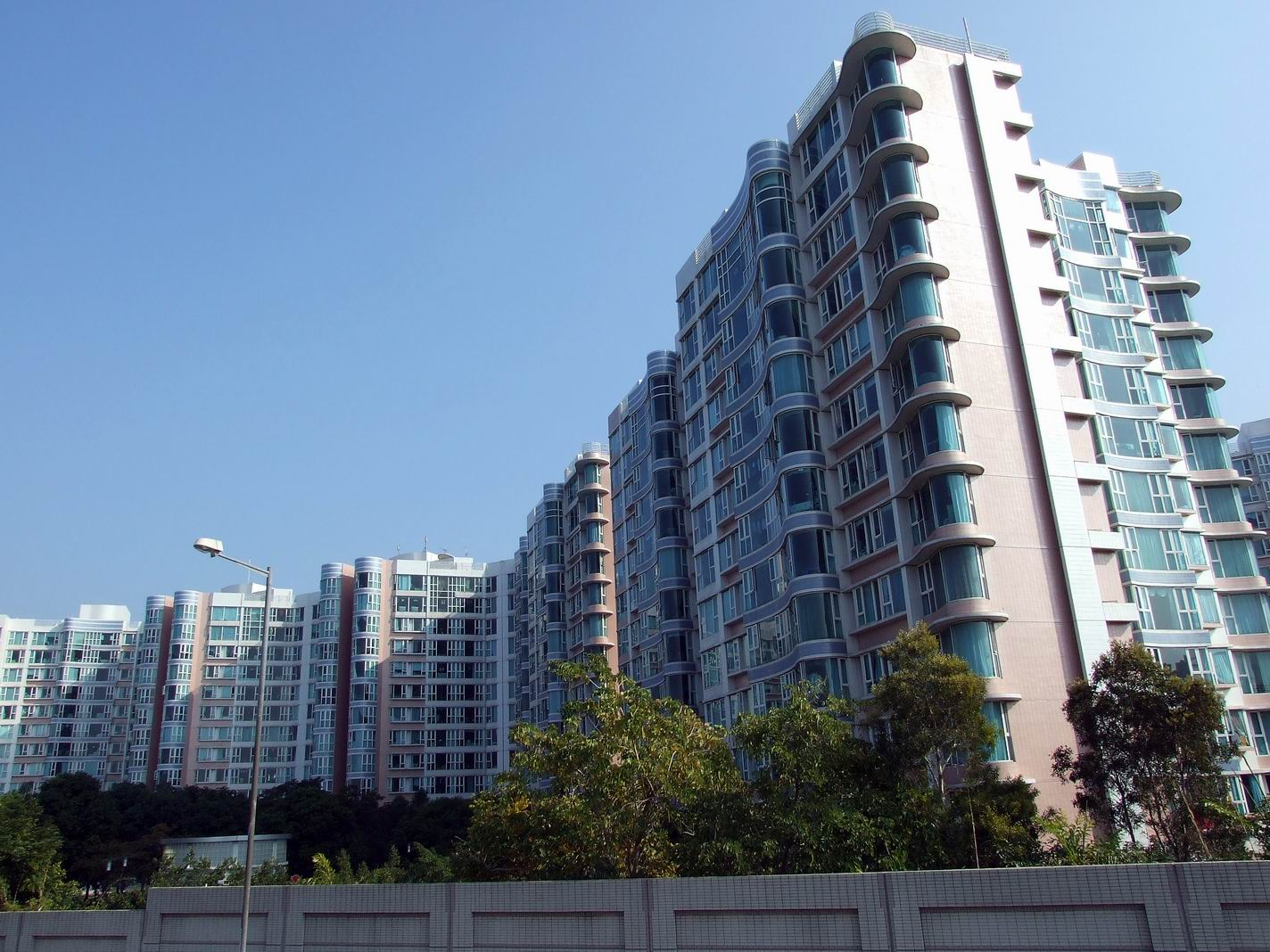
帝琴灣凱琴居

帝琴灣（英語：Symphony Bay）位於香港新界大埔區西貢北樟木頭，為新鴻基地產在1990年代末發展的大型項目，由王董建築師事務設計，於1998年中至1999年初落成，由發展商旗下的啟勝管理服務作物業管理。

## 住宅
帝琴灣佔地近100,000平方米，分2期發展，總數提供972伙單位，由西沙路分隔為南北兩期，分為凱弦居及凱琴居兩部份。
凱弦居佔地66萬方呎，建有10座住宅，樓高7至8層，設540伙單位，以三房及四房單位為主，客廳設弧形落地大窗。
凱琴居佔地44萬呎，建有16幢低密度住宅，共有412個標準單位及20個頂層複式單位，採用三或四房兩廳連主人套房設計，實用率82%。

## 設施
每期各設獨立會所，兩期住戶可共用。設施包括室內外泳池、網球場、芭蕾舞室、健身室、燒烤場、親子種植樂園及桌球室等。

## 事件
2021年9月22日傍晚近6時，一名7歲女童於會所泳池游泳期間遇溺身亡。其後警方發現泳池負責人及救生員涉提供假口供，之後被控誤導警務人員罪，其中一名救生員到2022年5月4日於沙田裁判法院承認控罪。而涉事的啟勝管理服務承認違反規例，判處罰款2000元。早前認罪的救生員判處160小時社會服務令。

## 名人住客
凱弦居：
- 曾鈺成
- 劉江華

凱琴居：
- 林保怡
- 鄧萃雯
- 戴耀廷
- 林嶺東

## 交通
帝琴灣位於大埔區的飛地西貢北上，而不是沙田區。由於靠近馬鞍山的烏溪沙，駕車前往馬鞍山市中心約5分鐘車程，非常方便。
屋苑有專線巴士接送住戶來往新城市廣場。

## 外部連結
- 官方網頁